# 폭스바겐 안후이
폭스바겐 안후이(영어: Volkswagen Anhui)는 JAC 자동차와 폭스바겐이 2017년에 설립한 합작 투자 회사로, 안후이성 허페이시에 본사를 두고 있으며, 처음에는 세아트 브랜드로, 나중에는 세홀 브랜드로 전기차를 생산했다.

## 역사
전신은 JAC 폭스바겐 유한공사였다. 2020년 폭스바겐은 JAC 폭스바겐의 지분을 75%로 늘리고 회사 경영권을 인수하여 중국 본토에서 폭스바겐이 완전 통제권을 가진 최초의 자회사가 되었다. 이후 회사는 폭스바겐 (안후이) 유한 공사로 이름이 변경되었다.
2023년 5월, 폭스바겐은 폭스바겐 안후이에 추가로 231억 위안 (33억 미국 달러)을 투자한다고 발표했는데, 이 중 141억 위안은 연구 개발 센터 건설에, 거의 91억 위안은 허페이 생산 기지 1단계 건설에 투자되었다.

## 제품

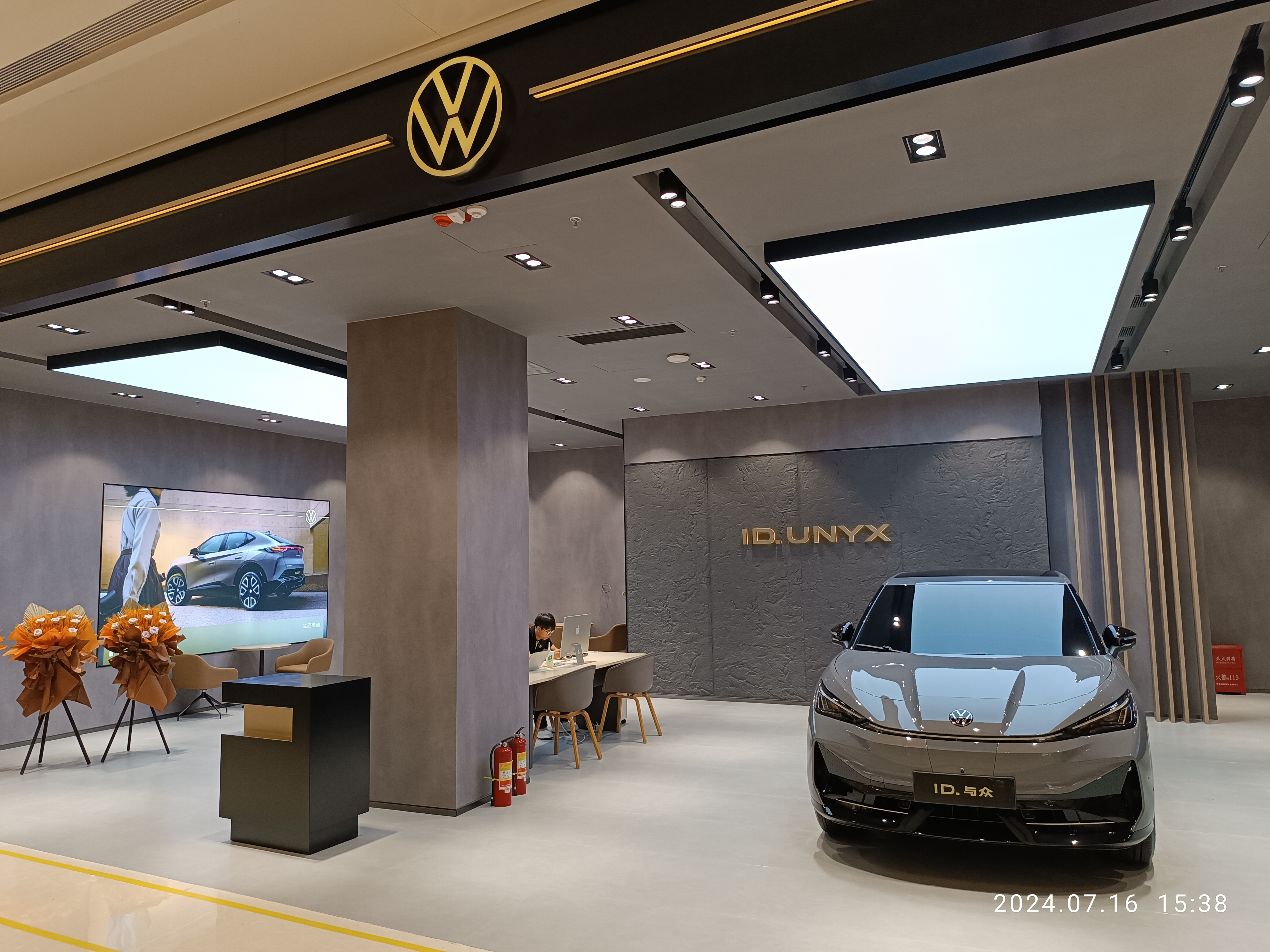
선전의 ID. 매장

폭스바겐 안후이 MEB 공장은 2021년에 착공되었다. 이 공장은 기존 JAC 자동차 공장의 확장을 기반으로 하며, 중국에 있는 세 번째 폭스바겐 그룹 공장이다. 첫 번째 양산 모델은 세아트를 통해 판매되는 쿠프라 타바스칸이 될 예정이며, 2023년에 양산이 시작되어 유럽으로 수출된다.
2024년, 쿠프라 타바스칸을 기반으로 개발된 ID.UNYX (중국어 간체자: ID.与众)가 중국 본토에 출시되었다. ID. 및 후속 중국 본토 시장용 신모델은 다른 두 폭스바겐 합작 투자 회사의 제품과 구별하기 위해 금색 폭스바겐 로고를 사용할 예정이다. 폭스바겐 안후이는 MEB 플랫폼과 중국에서 엔트리 레벨 전기차를 위해 개발된 CMP 플랫폼을 기반으로 더 많은 모델을 출시할 계획이다.

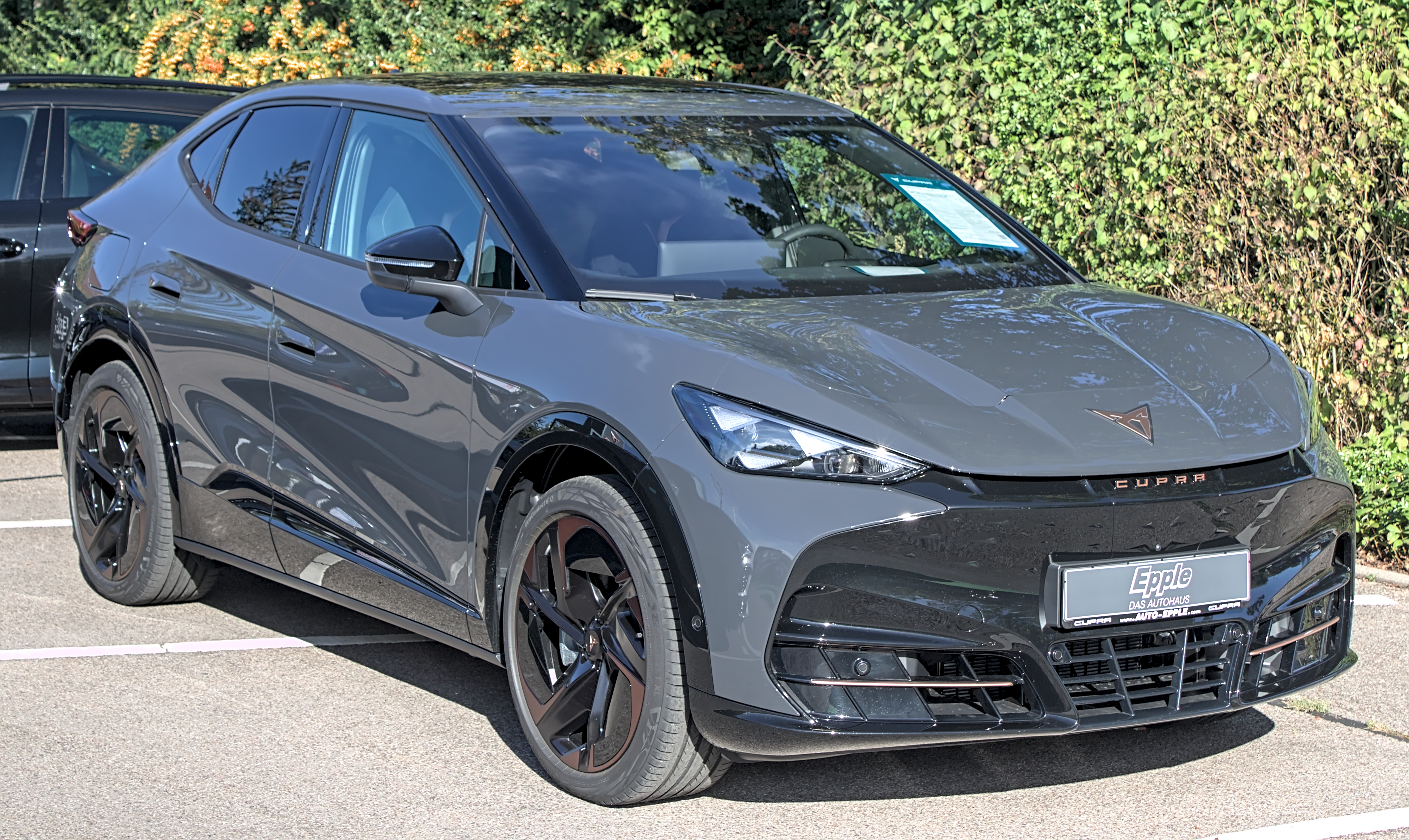
쿠프라 타바스칸
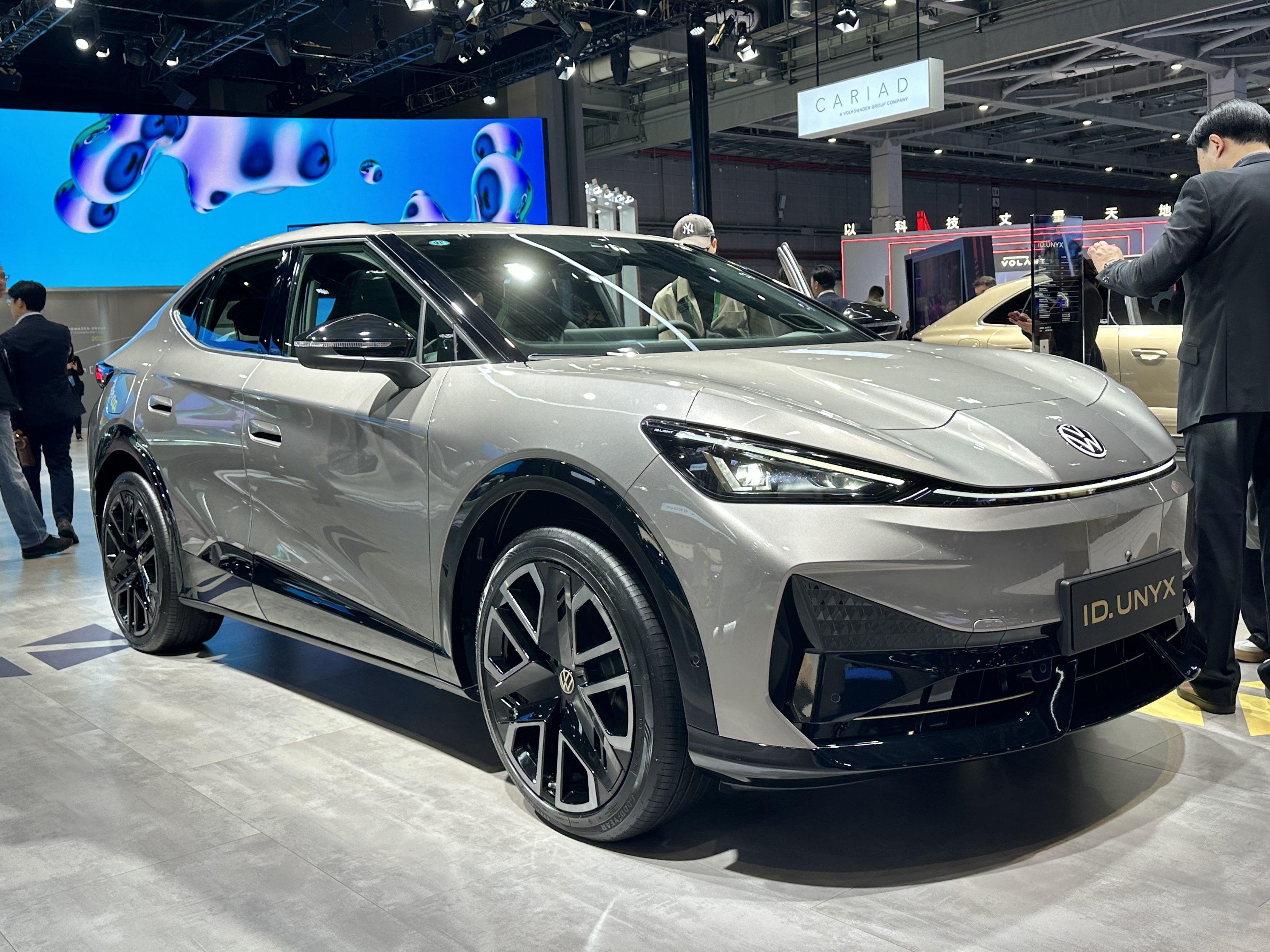
ID.UNYX